# Discografia di Klaus Schulze

## Album in studio

### Solisti
- 1972 – Irrlicht
- 1973 – Cyborg
- 1974 – Blackdance
- 1975 – Timewind
- 1975 – Picture Music
- 1976 – Moondawn
- 1977 – Mirage
- 1978 – "X"
- 1979 – Dune
- 1980 – Dig It
- 1981 – Trancefer
- 1983 – Audentity
- 1985 – Inter*Face
- 1986 – Dreams
- 1988 – En=Trance
- 1990 – Miditerranean Pads
- 1991 – Beyond Recall
- 1994 – Goes Classic
- 1994 – Totentag
- 1995 – In Blue
- 1996 – Are You Sequenced?
- 1997 – Dosburg Online
- 2005 – Moonlake
- 2007 – Kontinuum
- 2013 – Shadowlands
- 2017 – Eternal
- 2018 – Silhouettes
- 2019 – Next of Kin
- 2022 – Deus Arrakis
- 2024 – 101, Milky Way

 Come Richard Wahnfried 
- 1979 – Time Actor
- 1981 – Tonwelle
- 1984 – Megatone
- 1986 – Miditation
- 1994 – Trancelation
- 1996 – Trance Appeal
- 1997 – Drums 'n' Balls (The Gancha Dub)

### Collaborazioni
Con Rainer Bloss 
- 1984 – Drive Inn
- 1986 – Drive Inn 2

 Con Rainer Bloss ed Ernst Fuchs 
- 1984 – Aphrica

 Con Lisa Gerrard 
- 2008 – Farscape
- 2009 – Come Quietly

 Con Andreas Grosser 
- 1987 – Babel

 Con Pete Namlook 
- 1994 – The Dark Side of the Moog
- 1995 – The Dark Side of the Moog II
- 1995 – The Dark Side of the Moog III
- 1996 – The Dark Side of the Moog IV
- 1999 – The Dark Side of the Moog VIII
- 2002 – The Dark Side of the Moog IX
- 2005 – The Dark Side of the Moog X
- 2008 – The Dark Side of the Moog XI

 Con Pete Namlook e Bill Laswell 
- 1996 – The Dark Side of the Moog V
- 1997 – The Dark Side of the Moog VI
- 1998 – The Dark Side of the Moog VII
- 2002 – The Evolution Of The Dark Side Of The Moog

 Con Michael Shrieve 
- 1984 – Transfer Station Blue

 Con Solar Moon 
- 2017 – Ultimate Docking

 Con artisti vari 
- 1975 – Starring in Tarot
- 1976 – Lord Krishna Von Goloka
- 2012 - The Schulze-Schickert Session

## Album dal vivo
- 1980 – ...Live...
- 1983 – Dziekuje Poland Live '83 (con Rainer Bloss)
- 1990 – The Dresden Performance
- 1992 – Royal Festival Hall Vol .1
- 1992 – Royal Festival Hall Vol. 2
- 1993 – The Dome Event
- 1994 – Das Wagner Desaster
- 2001 – Live @ KlangArt CD1
- 2001 – Live @ KlangArt CD2
- 2008 – Rheingold (con Lisa Gerrard)
- 2009 – Dziekuje Bardzo (con Lisa Gerrard)
- 2010 – Big in Japan: Live in Tokyo 2010
- 2013 – Big in Europe (con Lisa Gerrard)
- 2014 – Big in Europe Vol. 2 (con Lisa Gerrard)
- 2014 – Stars Are Burning
- 2025 – Bon Voyage (Live Audimax Hamburg 1981)

## Singoli
- 1978 – Crossing the Line (con artisti vari)
- 1984 – Transfer Station Blue (con Michael Shrieve e Kevin Shrieve)
- 1985 – Macksy
- 1994 – Conquest of Paradise

## Antologie
- 1979 – Rock on Brain
- 1980 – Star Action
- 1981 – Mindphaser
- 1988 – History
- 1991 – 2001
- 1993 – Silver Edition
- 1995 – Historic Edition
- 1997 – Jubilee Edition
- 1999 – Trailer
- 2000 – The Ultimate Edition
- 2000 – Contemporary Works I
- 2002 – Contemporary Works II
- 2005 – Vanity of Sounds
- 2006 – The Crime of Suspense
- 2006 – Ballett 1
- 2006 – Ballett 2
- 2007 – Ballett 3
- 2007 – Ballett 4
- 2008 – Virtual Outback
- 2009 – La Vie Electronique 1
- 2009 – La Vie Electronique 2
- 2009 – La Vie Electronique 3
- 2009 – La Vie Electronique 4
- 2010 – La Vie Electronique 5
- 2010 – La Vie Electronique 6
- 2010 – La Vie Electronique 7
- 2010 – La Vie Electronique 8
- 2011 – La Vie Electronique 9
- 2011 – La Vie Electronique 10
- 2012 – La Vie Electronique 11
- 2012 – La Vie Electronique 12
- 2013 – La Vie Electronique 13
- 2014 – La Vie Electronique 14
- 2014 – La Vie Electronique 15
- 2015 – La Vie Electronique 16
- 2016 – Another Green Mile
- 2017 – Androgyn

## Colonne sonore
- 1977 – Body Love
- 1977 – Body Love Vol. 2
- 1984 – Angst
- 1994 – Le Moulin de Daudet

## Videografia
- 2009 – Dziekuje Bardzo - Warsaw 25 Years Later

## Collegamenti musica
- (EN) Klaus Schulze, su Discogs, Zink Media.